# 정상은
정상은(1990년 4월 2일 ~ )은 대한민국의 삼성생명 탁구단 소속 선수이다. 2014년 한국 인천 아시안게임 단체전 은메달을 획득했다.

## 참조
- 국제탁구연맹기록